# Psychoda zetoscotia
Psychoda zetoscotia és una espècie d'insecte dípter pertanyent a la família dels psicòdids que es troba a Amèrica: la Zona del Canal de Panamà i l'illa de Trinitat.